# Пономарёва, Ольга Васильевна
Ольга Васильевна Пономарёва (2 июля 1934, Мрыховский, Мигулинский район, Северо-Донской округ, Азово-Черноморский край, РСФСР, СССР) — советский и российский культурный деятель, руководитель Мрыховского казачьего народного хора (1966—2010), лауреат премии Правительства Российской Федерации (2010). Заслуженный работник культуры Российской Федерации.

## Биография

### Молодые годы
Ольга Васильевна Пономарёва родилась 2 июля 1934 года на хуторе Мрыховском Мигулинского района (ныне — Верхнедонского района Ростовской области). Из донских казаков. Дед по матери, — хуторской атаман Аникандр Меркулов был после подавления Верхнедонского восстания расстрелян красноармейцами, спалившими его курень.
Выросла в музыкальной семье. Отец Василий, мать Елизавета и старшая сестра Анна были известны на хуторе своими голосами, играли на балалайке, пели хором казачьи песни. В семь лет на слух сама научилась играть на балалайке, выменяв её на двух цыплят и приладив струны из проволоки. Музыкального образования не получила, но самостоятельно научилась играть на гармонике немецкого строя и на ряде других музыкальных инструментов.
Семья Пономарёвых пережила голод 1930-х годов. После начала Великой Отечественной войны отец ушёл на фронт, но после войны так и не вернулся, так как нашёл новую жену. Во время оккупации семья Пономарёвых помогала партизанам. Ольга ходила в школу по очереди с сестрой, так как в семье были только одни валенки. Работала с 14 лет — сначала в колхозе, а затем в лесхозе. В 1953—1957 годах трудилась на военном заводе в Каменске, где сколачивала тару под порох. Позже работала дояркой, а также пела в составе колхозного звена.

### Творческая деятельность
В 1959 году поступила техничкой на работу в Мрыховский сельский клуб, где записалась в кружок художественной самодеятельности, а в 1960 году стала его заведующей. В 1966 году по просьбе заведующей районным отделом культуры Капитолины Дроновой организовала Мрыховский казачий хор и стала его руководителем. Первое выступление хора состоялось 19 ноября того же года в клубе хутора Мещеряковского. Поначалу он развивался как маленький семейный коллектив с участием всех родственников Пономарёвой, но вскоре в хор начали вступать новые певцы, в результате чего его состав достиг 40 человек.
В 1967 году Мрыховский казачий хор занял первое место на смотре самодеятельных коллективов на уровне района, а затем и области. В год 50-летия советской власти хор под руководством Пономарёвой стал известен в Москве, выступив на сцене Кремлёвского дворца съездов, в студиях Всесоюзного радио и Центрального телевидения, после чего получил почетное звание народного и записал свою первую грампластинку. По казачьей традиции хор запевал первой партией заводчика, которую подхватывали остальные особым высоким подголоском, тенорным «дишкантом», которым мастерски владела Пономарёва. Его репертуар достиг трёхсот песен, сбором которых активно занималась сама Пономарёва. Хор участвовал в радио- и телепередачах, изъездил всю страну, начал выступать на день защитника Отечества, день Победы, день России, неоднократно участвовал в «Шолоховской весне».
В 1980-е годы по причине ухода старого поколения Пономарёва начала планомерно учить молодёжь, занимаясь с детьми с 6-го класса. С возрастом её голос погрубел и стал ниже, однако сохранил подвижность. В 2010 году Пономарёва оставила пост руководителя хора, но несмотря на возраст продолжила принимать участие в его работе и обучении молодёжи. В том же году она была удостоена премии правительства Российской Федерации «Душа России» за вклад в развитие народного творчества. В 2014 году отметила 80-летний юбилей. В том же году консультировала съёмочную группу сериала «Тихий дон» режиссёра Сергея Урсуляка.

## Личная жизнь
Была замужем за заведующим клубом. Ныне живёт в родном хуторе с сыном. Есть внуки, живущие в хате, выстроенной на пепелище атаманского куреня. Плохо ходит, так как два раза ломала позвоночник.

## Награды

### Советские
- Орден Трудового Красного Знамени (? год)[1][6].
- Орден «Знак Почёта» (1971 год)[1][2].
- Медаль «Ветеран труда» (1983 год)[2].

### Российские
- Заслуженный работник культуры Российской Федерации (? год)[1].
- Премия Правительства Российской Федерации «Душа России» за вклад в развитие народного творчества (2010 год)[15][16].

### Региональные
- Почётный гражданин Верхнедонского района (2006 год)[1].
- Медаль «За доблестный труд на благо Донского края» (2014 год)[17].